# David Herbert Donald
Pour les articles homonymes, voir Donald.
David Herbert Donald, né le 1er octobre 1920 à Goodman et mort le 17 mai 2009 à Boston, est un historien et biographe américain.
Il est notamment connu pour ses biographies de Thomas Wolfe, Abraham Lincoln et Charles Sumner. Il reçoit deux prix Pulitzer de la biographie ou de l'autobiographie.